# Wazgen Mirzachanjan
Wazgen (imię świeckie Edward Mirzachanjan, ur. 21 lipca 1965 w Artimed) – duchowny Apostolskiego Kościoła Ormiańskiego, od 2003 biskup Gruzji.

## Życiorys
7 maja 1989 został wyświęcony na diakona. Święcenia kapłańskie przyjął 21 lipca 1991. 4 września 2002 został mianowany biskupem Gruzji. Sakrę biskupią otrzymał 23 lipca 2003.